# Gowerton
Gowerton (en anglais) ou Tregŵyr (en gallois) est un village et une communauté de la cité et comté de Swansea, au pays de Galles.

## Géographie
Gowerton est situé à 6 km au nord-ouest du centre-ville de Swansea.

## Histoire
Le village accueille l'Eisteddfod Genedlaethol en 1980.

## Démographie
Au recensement de 2011, la communauté de Gowerton comptait 5 212 habitants.

## Jumelages
- La Gacilly (France) depuis 2000